# Lijst van nummer 1-hits in de Nederlandse Top 40 in 1997
Deze hits stonden in 1997 op nummer 1 in de Nederlandse Top 40.
| Nummer | Datum        | Artiest                        | Titel                                                              |
| ------ | ------------ | ------------------------------ | ------------------------------------------------------------------ |
|        | 4 januari    | Geen Top 40 verschenen         | Geen Top 40 verschenen                                             |
| 499    | 11 januari   | No Doubt                       | Don't speak                                                        |
|        | 18 januari   | No Doubt                       | Don't speak                                                        |
|        | 25 januari   | No Doubt                       | Don't speak                                                        |
|        | 1 februari   | No Doubt                       | Don't speak                                                        |
|        | 8 februari   | No Doubt                       | Don't speak                                                        |
| 500    | 15 februari  | No Mercy                       | When I Die                                                         |
|        | 22 februari  | No Mercy                       | When I die                                                         |
|        | 1 maart      | No Mercy                       | When I die                                                         |
|        | 8 maart      | No Mercy                       | When I die                                                         |
| 501    | 15 maart     | R. Kelly                       | I believe I can fly                                                |
| 502    | 22 maart     | Frans Bauer & Marianne Weber   | De regenboog                                                       |
|        | 29 maart     | Frans Bauer & Marianne Weber   | De regenboog                                                       |
|        | 5 april      | Frans Bauer & Marianne Weber   | De regenboog                                                       |
| 503    | 12 april     | Jantje Smit                    | Ik zing dit lied voor jou alleen                                   |
|        | 19 april     | Jantje Smit                    | Ik zing dit lied voor jou alleen                                   |
|        | 26 april     | Jantje Smit                    | Ik zing dit lied voor jou alleen                                   |
|        | 3 mei        | Jantje Smit                    | Ik zing dit lied voor jou alleen                                   |
|        | 10 mei       | Jantje Smit                    | Ik zing dit lied voor jou alleen                                   |
|        | 17 mei       | Jantje Smit                    | Ik zing dit lied voor jou alleen                                   |
|        | 24 mei       | Jantje Smit                    | Ik zing dit lied voor jou alleen                                   |
| 504    | 31 mei       | Hero                           | Toen ik je zag                                                     |
|        | 7 juni       | Hero                           | Toen ik je zag                                                     |
|        | 14 juni      | Hero                           | Toen ik je zag                                                     |
|        | 21 juni      | Hero                           | Toen ik je zag                                                     |
|        | 28 juni      | Hero                           | Toen ik je zag                                                     |
| 505    | 5 juli       | Puff Daddy, Faith Evans & 112  | I'll be missing you                                                |
|        | 12 juli      | Puff Daddy, Faith Evans & 112  | I'll be missing you                                                |
|        | 19 juli      | Puff Daddy, Faith Evans & 112  | I'll be missing you                                                |
|        | 26 juli      | Puff Daddy, Faith Evans & 112  | I'll be missing you                                                |
|        | 2 augustus   | Puff Daddy, Faith Evans & 112  | I'll be missing you                                                |
|        | 9 augustus   | Puff Daddy, Faith Evans & 112  | I'll be missing you                                                |
|        | 16 augustus  | Puff Daddy, Faith Evans & 112  | I'll be missing you                                                |
|        | 23 augustus  | Puff Daddy, Faith Evans & 112  | I'll be missing you                                                |
|        | 30 augustus  | Puff Daddy, Faith Evans & 112  | I'll be missing you                                                |
| 506    | 6 september  | Freek de Jonge & Stips         | Leven na de dood                                                   |
|        | 13 september | Freek de Jonge & Stips         | Leven na de dood                                                   |
| 507    | 20 september | Aqua                           | Barbie girl                                                        |
| 508    | 27 september | Elton John                     | Something about the way you look tonight / Candle in the wind 1997 |
|        | 4 oktober    | Elton John                     | Something about the way you look tonight / Candle in the wind 1997 |
|        | 11 oktober   | Elton John                     | Something about the way you look tonight / Candle in the wind 1997 |
|        | 18 oktober   | Elton John                     | Something about the way you look tonight / Candle in the wind 1997 |
|        | 25 oktober   | Elton John                     | Something about the way you look tonight / Candle in the wind 1997 |
| 509    | 1 november   | Wes                            | Alane                                                              |
|        | 8 november   | Wes                            | Alane                                                              |
|        | 15 november  | Wes                            | Alane                                                              |
|        | 22 november  | Wes                            | Alane                                                              |
|        | 29 november  | Wes                            | Alane                                                              |
|        | 6 december   | Wes                            | Alane                                                              |
|        | 13 december  | Wes                            | Alane                                                              |
|        | 20 december  | Wes                            | Alane                                                              |
| 510    | 27 december  | Barbra Streisand & Céline Dion | Tell him                                                           |